# Aotearoa

La bandera nacional maori o Tino Rangatiratanga.

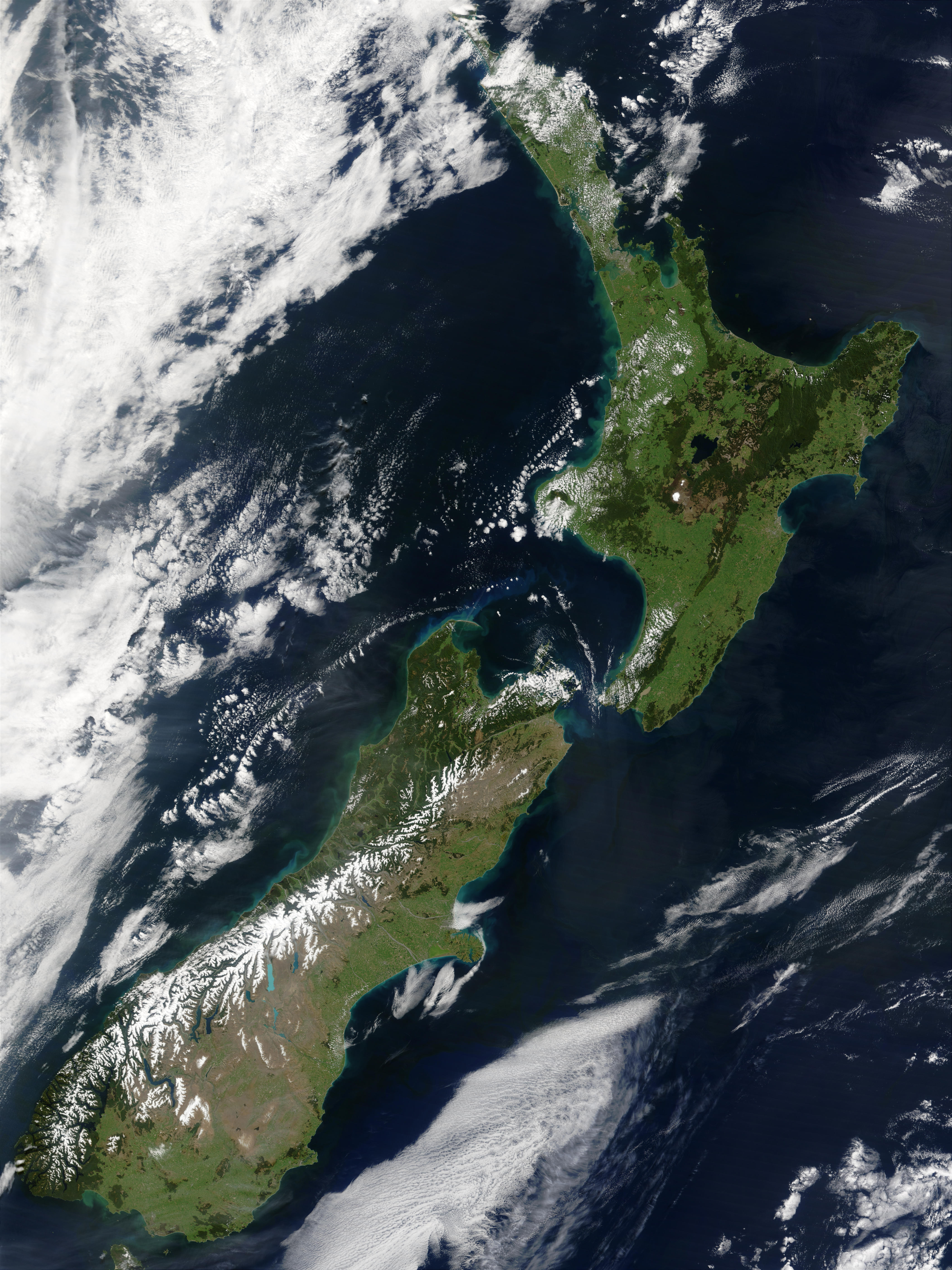
Aotearoa (Nova Zelanda) des de l'espai

Aotearoa (en llengua māori   aɔˈtɛaɾɔa (?·pàg.)) és el nom maori per a Nova Zelanda i alhora el del seu himne oficial.
Originàriament l'utilitzava el poble maori per a referir-se només a l'illa del Nord, però, des de finals del s. XIX, la paraula al·ludeix a tot el país. S'han proposat diversos significats per al nom: el més popular que se sol donar és «llarg núvol blanc», o variacions d'aquest, i poden fer referència a les formacions de núvols que ajudaren els primers navegants polinesis a trobar aquesta terra.
Des de finals del segle xx, Aotearoa s'està generalitzant en els noms bilingües d'organitzacions i institucions nacionals. Des del 1990, s'acostuma a cantar l'himne de Nova Zelanda tant en maori com en anglés, «God Defend New Zealand» o I Ihowa Atua Aotearoa.

## Etimologia
Tot i que el significat original d'Aotearoa es desconeix, la paraula es pot dividir en: «ao» (núvol, alba, dia, món) «et» (blanc, clar o brillant) i «roa» (llarg). També es pot dividir en «aotea» (el nom d'un dels waka (canoa) originaris que migrà a Aotearoa) i «roa». La traducció comuna és «terra del llarg núvol blanc».
Les traduccions alternatives en són «món llarg i brillant» o «terra del dia permanent», referit a la durada i qualitat de la llum del dia de Nova Zelanda (en comparança als dies més curts de més al nord de Polinèsia).

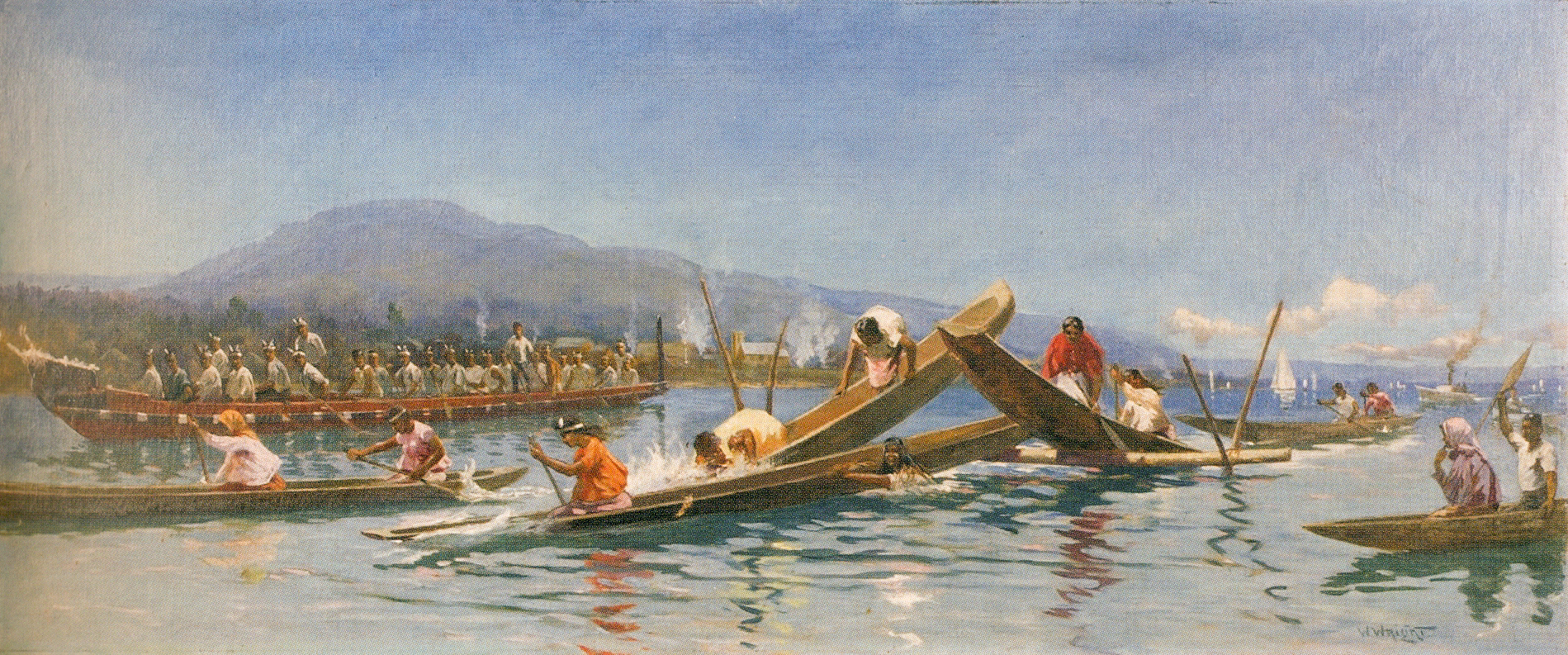
Carrera de waka (canoes maoris)

Una altra proposta diu que la primera terra que les canoes polinèsiques albiraren s'anomenà Aotea, l'actual illa Aotea (en anglès, Great Barrier Island), i que quan després veieren l'enorme massa de terra que hi havia al darrere, l'anomenaren Aotea-roa ('Aotea llarga').

## Ús

### Polític
En política neozelandesa, l'ús del mot generalment es fa amb fins reivindicatius i de visibilització del poble maori. També amb altres reivindicacions socials o ecologistes, per exemple, el Partit Verd d'Aotearoa.

### Científic
Hi ha un gènere monotípic d'aranyes endèmic de l'illa del Sud de Nova Zelanda anomenat Aotearoa magna. També hi ha una espècie de coleòpter (escarabat) anomenat Macratria aotearoa que habita a Nova Zelanda; i fora de la biologia, hi ha un asteroide descobert per científics a Nova Zelanda anomenat (3400) Aotearoa.